# Étienne Louis Advinent
Étienne Louis Advinent, né le 12 juillet 1767 à Lyon et mort à Marseille le 28 décembre 1831, est un peintre français.

## Biographie
Le peintre Etienne-Louis Advinent n’a pas bénéficié de l’enseignement d’un maître, c'est un autodidacte.
Vivant à Lyon durant sa jeunesse, il passe par Montpellier aux alentours de l’année 1782, avant de s’installer à Grenoble, en 1788. Il retourne ensuite à Montpellier en 1792, où il rencontre  le peintre alors en vogue Jacques Gamelin dont il épouse la fille. Il collabore aussi avec lui par la suite en tant que peintre du modèle de certaines de ses gravures. Son fils Abraham naît en 1803 d'une relation adultérine avec Marie-Jeanne Julie. Sa femme, Julie Gamelin, meurt en 1812, après quoi il se remarie avec la mère d’Abraham en 1817.
Il se fixe ensuite finalement dans la région de Marseille en 1818, ville dans laquelle il finira sa vie.
Advinent donne une exposition à  Marseille en 1818. On peut y voir trois de ses tableaux : Vue du Vaucluse, Etude d’un chien qui sent un lièvre et une perdrix, et Le résultat d’une chasse jeté sur des pierres mousseuses. Il donne également une exposition à Paris, en 1819.
Le peintre meurt à Marseille en 1831.

## Œuvres

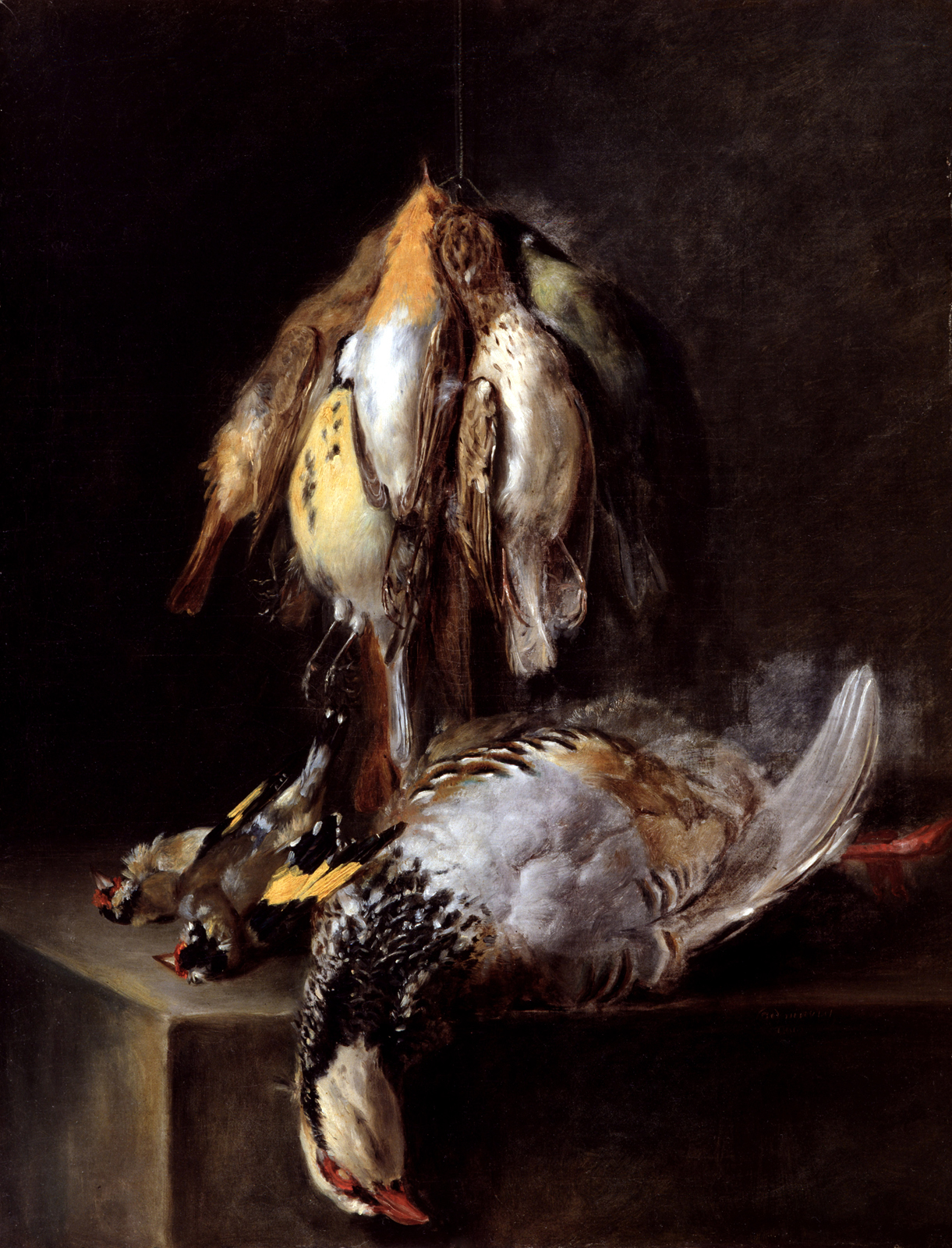
Oiseaux Morts, 1801, Musée des Beaux-Arts de Marseille

Très peu de miniatures nous sont parvenues, car confiées à des privés. En revanche, on peut lui attribuer quelques peintures à l'huile, dont voici une liste non exhaustive :
- Portrait d'un conventionnel en habit bleu, gilet rouge et cravate blanche, miniature,collection privée, 1785 ;
- Oiseaux morts, huile sur toile, Musée des Beaux-Arts de Marseille, 1801[3] ;
- Portrait de la mère de l'artiste, huile sur toile, Musée Magnin, 1812[4] ;
- Cheval de Charles IV, roi d'Espagne, huile sur toile, 1812 ;
- Marche d'animaux, huile sur toile, Musée des Beaux-Arts de Lyon, 1822 ;
- Pâtre conduisant son troupeau, huile sur toile, Musée des Beaux-Arts de Lyon, 1823[5] ;
- Portrait de Jean Bestieu, Musée Fabre, Montpellier, 1824[6]
- Claude Arnulphy, Natif de Lyon, Gravure

Il a également collaboré avec Jacques Gamelin sur certaines estampes comme peintre du modèle: 
- Berger des Alpes, Jacques Gamelin, 1791 - En tant que peintre du modèle
- Dame française, Jacques Gamelin - En tant que peintre du modèle
- Deux bergères des Alpes, Jacques Gamelin - En tant que peintre du modèle

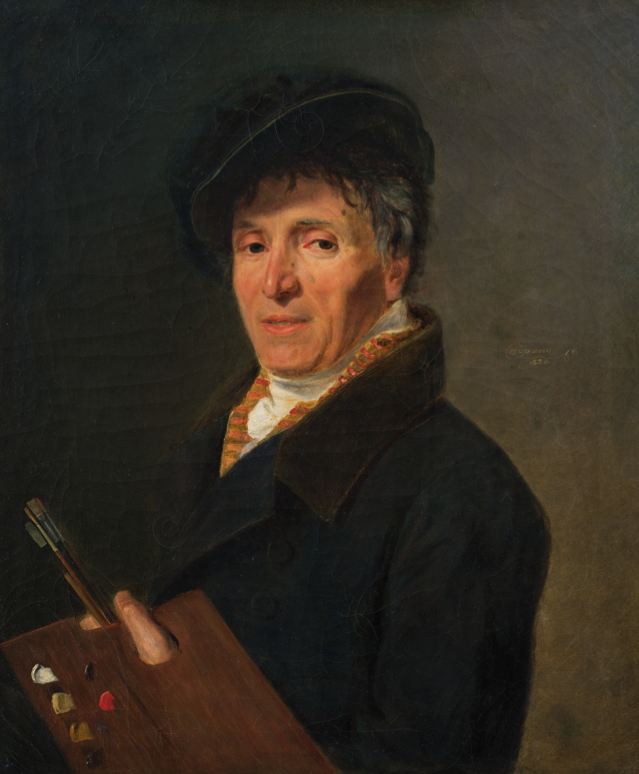
Portrait de Jean Bestieu. Huile sur toile, 1824. Musée Fabre, Montpellier.